# Сауш
Сауш  (тат. Сауыш)— село в Тюлячинском районе Республики Татарстан. Входит в Узякское сельское поселение.

## Этимология
В документе «Российский атлас, из сорока четырёх карт состоящий и на сорок два наместничества Империю разделяющий» от 1792 года, село именуется как Саврушъ. В книге «Сборник материалов по истории Казанского края в XVIII в» на 185 с., встречаются названия села Сауши, Саврушъ.
В книге Махмуда аль-Кашгари Диван лугат ат-турк, слово «савруш» переводится как провеивать, размешивать.

## География
Расположено на реке Мёша в 13 км к югу от районного центра Тюлячи.

## Население
| Численность жителей Сауш по годам |          |          |           |           |           |           |          |          |         |          |
| 1782                              | 1859     | 1897     | 1908      | 1920      | 1926      | 1938      | 1949     | 1970     | 1979    | 1989     |
| 76муж.пола.                       | ↗662чел. | ↗960чел. | ↗1160чел. | ↗1237чел. | ↘1049чел. | ↗1077чел. | ↘812чел. | ↘770чел. | ↘679чел | ↘518чел. |